# Robert Dahlgren
Robert "Robban" Dahlgren, född 1 december 1979 i Skellefteå, är en svensk racerförare.

## Racingkarriär

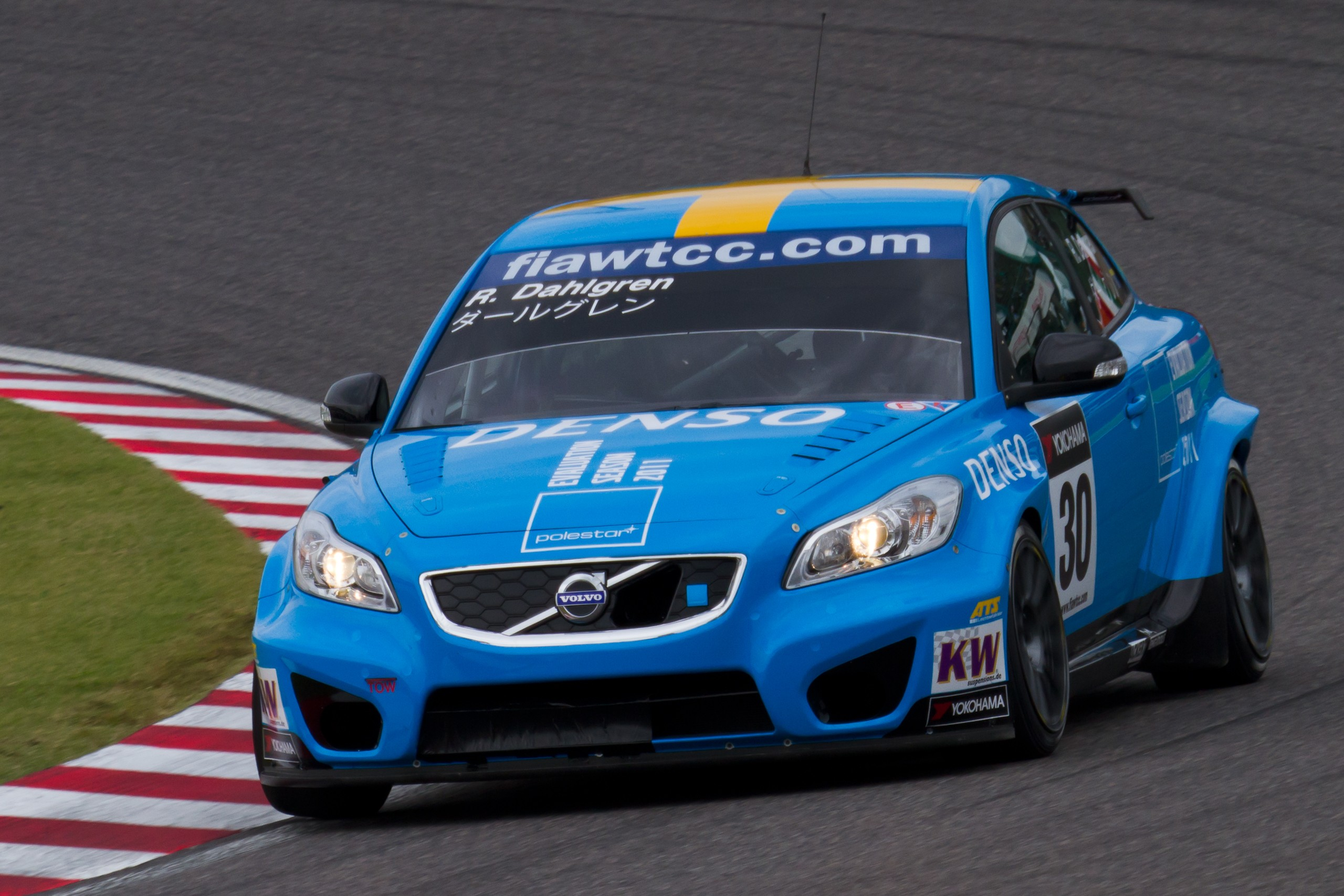
Robert Dahlgren tävlande för Polestar Racing i FIA WTCC Race of Japan på Suzuka International Racing Course 2011.

År 2001 blev Dahlgren mästare i Formula Ford Great Britain som privatförare. Han har även tävlat i karting för italienska CRG. I Formel 3 tävlade Dahlgren för Fortec Motorsport, Duma Racing och Sweeney Racing med flera topplaceringar.
Dahlgren har varit aktuell för flera Formel 1-team som Toyota F1, Renault F1 och Jordan Grand Prix. Men med avsaknad av duktiga managers har gjort att han inte fått kontrakten.[källa behövs]
Han tävlade mellan 2004 och 2010 i Swedish Touring Car Championship för Polestar Racing i en Volvo C30 och Volvo S60. Dalhgren tog som bäst tre andraplatser totalt (2004, 2007 och 2010). Han vann även Scandinavian Touring Car Cup 2010.
Dahlgren hade redan tidigare tävlat lite i World Touring Car Championship, men till säsongen 2011 satsade Dahlgrens team, Polestar Racing, på en hel säsong med Dahlgren som förare i en Volvo C30. Han inledde säsongen på de lite lägre placeringarna, men när Volvo bytte ut sin tvåliters sugmotor mot en 1,6-liters turbomotor, började det gå bättre. Han var ofta snabb under de fria träningarna, men lyckades sällan helt perfekt i kvalen, vilket för det mesta resulterade i ganska dåliga startpositioner. Han tog inga pallplaceringar under året, utan som bäst en fjärdeplats på Motorsport Arena Oschersleben. Under den sista tävlingshelgen, på Circuito da Guia i Macau, var Dahlgren snabbast i Q1 under kvalet, men kraschade sedan rejält i början av Q2 och bilen tog eld. Passet rödflaggades och Dahlgren fördes till sjukhus, där man konstaterade att han fått en fraktur i ena tummen. Han kunde därför inte ställa upp i racen på söndagen och hans säsong var då över. Totalt slutade Dahlgren på elfte plats i förarmästerskapet.
Volvo och Polestar Racing lade ned sin satsning i WTCC efter bara en säsong. Istället valde man att fokusera på det nystartade svenska mästerskapet, TTA – Elitserien i Racing. Dahlgren blev en av de fyra förare som tävlar med Volvo S60-kaross. Han tog pole position redan i säsongens andra tävling, på Anderstorp Raceway, men gick i mål som tvåa bakom Fredrik Ekblom.

## Externa länkar

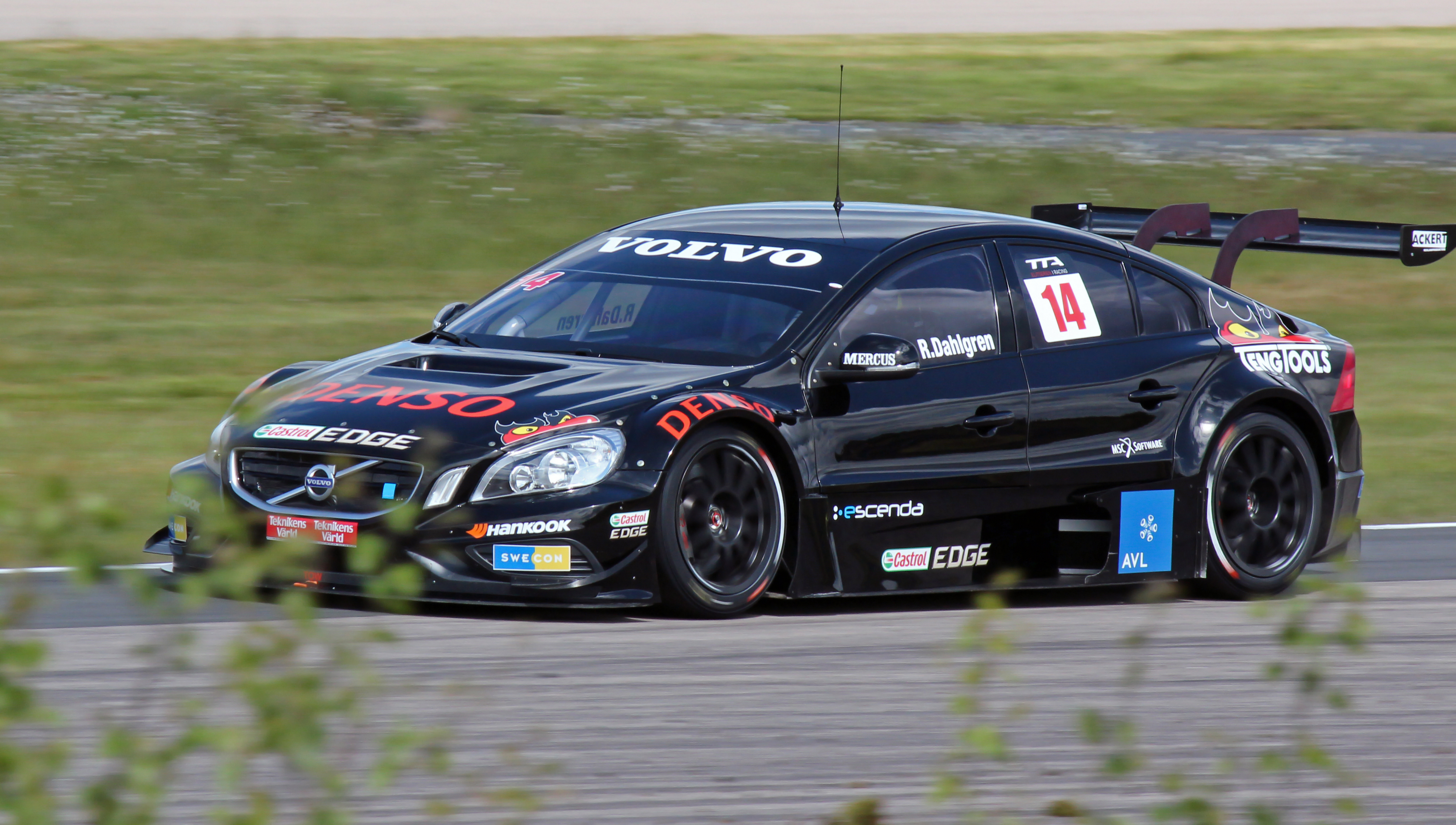
Robert Dahlgren i TTA – Elitserien i Racing på Anderstorp Raceway 2012.